# Maplewood (Minnesota)
Maplewood é uma cidade localizada no estado americano de Minnesota, no Condado de Ramsey. O maior empregador privado da cidade é a empresa 3M, que possui sua sede nas margens da rodovia 94.

## Demografia
Segundo o censo americano de 2000, a sua população era de 34.947 habitantes.
Em 2006, foi estimada uma população de 35.484, um aumento de 537 (1.5%).

## Geografia
De acordo com o United States Census Bureau tem uma área de
46,6 km², dos quais 44,9 km² cobertos por terra e 1,7 km² cobertos por água.

## Localidades na vizinhança
O diagrama seguinte representa as localidades num raio de 8 km ao redor de Maplewood.